# Mercedes-Benz O302
L'autobus Mercedes-Benz O302 è del produttore tedesco Mercedes-Benz, prodotto dal 1965 al 1974. È stato sostituito dal modello O303.

## Storia

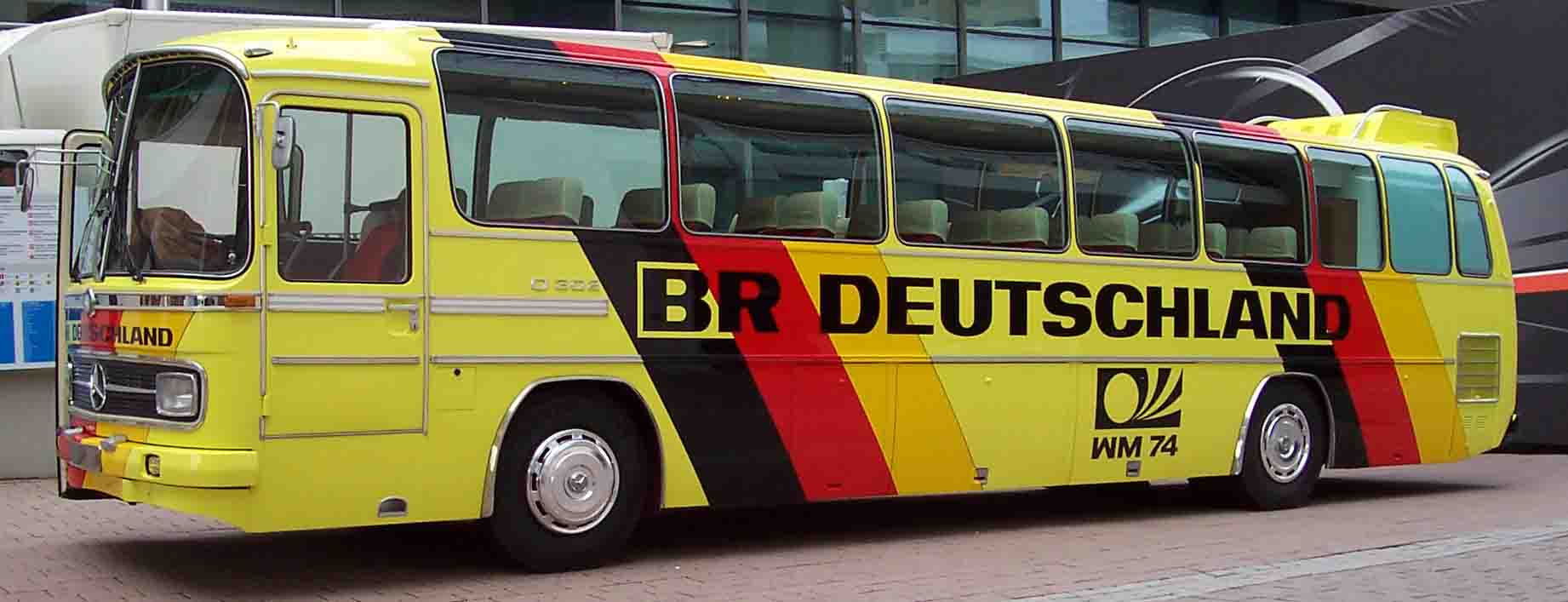
L'O302 nella livrea della nazionale tedesca

Venne presentato nel maggio 1965 in sostituzione del Mercedes-Benz O321 ed era disponibile in varie lunghezze, tra i 9,6 e gli 11,9 metri, nonché in vari allestimenti.
È interessante notare che sui modelli più vecchi le porte per l'ingresso e l'uscita dei passeggeri venivano aperte manualmente. Nel 1969 fu presentato il modello "OE 302", dotato di porte automatiche.
Numerose compagnie di trasporto in Croazia avevano questo modello di autobus nella loro flotta.
In occasione del Campionato mondiale di calcio 1974 venne allestita a fini promozionali una serie di O302 in ognuna delle livree delle nazionali partecipanti all'evento.